# Edmund Gunter
Edmund Gunter   (Hertfordshire, 1581 (Gregorià) - Londres, 10 de desembre de 1626) va ser un matemàtic anglès del segle xvii, conegut, sobretot, pels seus instruments per a facilitar els càlculs matemàtics.

## Vida
Edmund Gunter era d'ascendència gal·lesa però no es coneix gran cosa de la seva infància i joventut. Va estudiar al Christ Church College de la Universitat d'Oxford on es va graduar el 1603 i va obtenir el magister el 1605. Fins al 1615 va romandre a Oxford i aquest any, en ordenar-se sacerdot, va ser destinat com a rector de l'església de St George the Martyr a Southwark, avui dins de Londres.
Gràcies la seva amistat amb Henry Briggs, el 1619 va entrar com a professor de matemàtiques al Gresham College, càrrec que compatibilitzava amb les seves obligacions religioses.

## Obra
Gunter és conegut per les seves taules de logaritmes i de funcions trigonométriques, publicades el 1620 amb el títol de Canon Triangulorum, or Table of Artificial Sines and Tangents. En aquest llibre s'utilitzen per primera vegada els mots cotangent i cosecant per a referir-se a la tangent i la secant de l'angle complementari.

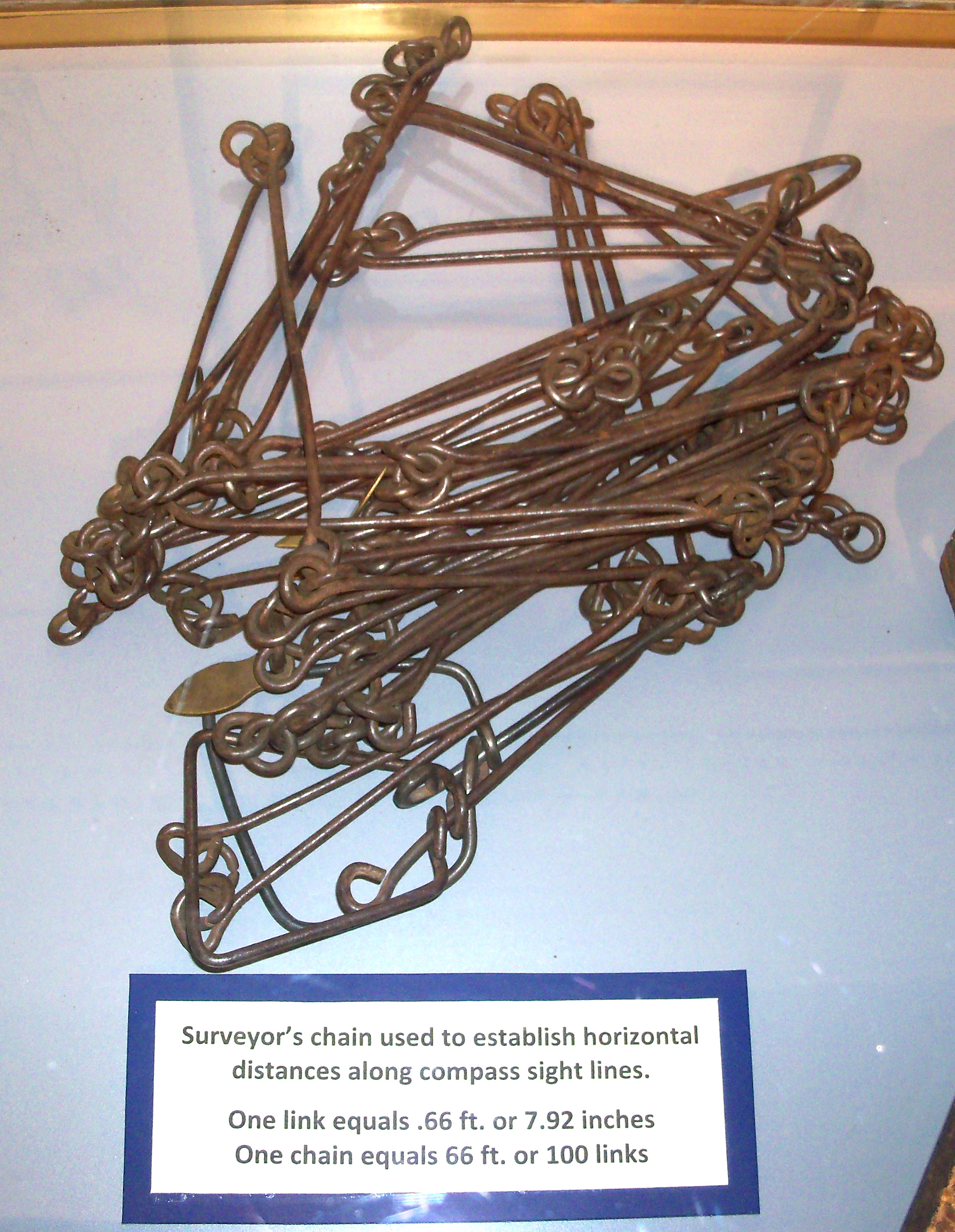
Cadena de Gunter conservada al museu Campus Martius d'Ohio.

Però el que el va fer més conegut van ser les seves invencions d'instruments matemàtics com diferents tipus de regles de càlcul, la cadena d'agrimensor (coneguda com a Cadena de Gunter), o el sector (un instrument ideat per Galileo Galilei i Thomas Hood que Gunter va perfeccionar notablement) que va ser molt útil per a la navegació, amb les seves corresponents escales.